# Amand Pierre Harel
Armand Pierre Harel fue un escultor francés nacido el 24 de abril de 1836 en La Selle-en-Luitré y fallecido el 8 de mayo de 1885 en el barrio parisino de Auteuil , está enterrado en el Cementerio de Passy (11.ª división).

## Datos biográficos

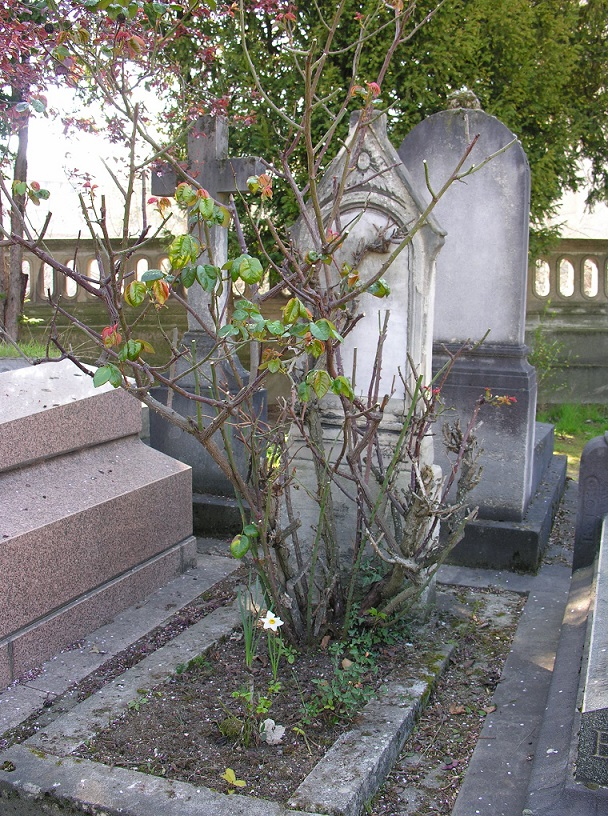
Tumba de Amand Harel.

Alumno de los maestros escultores Jean-Baptiste Carpeaux , Jean-Joseph Perraud y Aimé Millet . 
Él fue particularmente responsable de la ejecución de La danza , la polémica escultura que adorna la Opera Garnier·· considerada una de las principales obras de Jean-Baptiste Carpeaux. Este trabajo se encuentra conservado en el Museo de Orsay . 
Amand Harel participó regularmente en las décadas de 1870 y 1880 en las exposiciones de pinturas y esculturas que desde 1881 trocarían el nombre por el de Salones de la Sociedad de Artistas Franceses en París . 
El artista abrió su propio taller de escultura en el 97 de la rue du Point du Jour en el Barrio parisino de Auteuil. 

## Obras

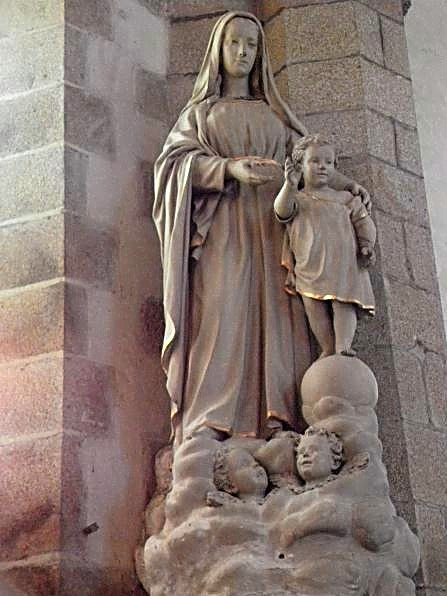
Virgen con el Niño en Fougères

Entre las mejores y más conocidas obras de Armand Pierre Harel se incluyen las siguientes:
- Vierge à l'enfant - Virgen y el Niño - Iglesia de San Léonardo de Fougères (en francés: Église Saint-Léonard de Fougères - ver imagen al lateral)
- Retrato del M. M. - busto - salón de París 1872[9]
- Retrato del Barón de Debordes de Chalandrey - busto - Salón de París 1873[10]
- Retrato del señor Froidefond - busto - salón de París 1873[10]
- La Vierge et l'Enfant Jésus - La Virgen y el Niño Jesús - Iglesia de San Claudio (Saint Claude), Besançon (Doubs) . Expuesto en el Salón de París de 1874 [9][11]
- Retrato de ME Karns - busto - salón de París 1875[12]
- Retrato de M. Martin, abogado - busto - salón de París 1876[13]
- Retrato de M. Tissot - busto - Salón de París 1877[14]
- JB Carpeaux - busto, yeso - salón de París 1877[14]
- Retrato del conde Ernest de la Rochelle- busto - salón de París 1878[15]
- Retrato del Conde Emerand de la Rochelle - busto - salón de París 1878[15]
- Retrato del barón de C. .. - busto - Salón de 1880[16]
- Carpeaux , busto de Jean-Baptiste Carpeaux, mármol - Escuela Nacional de Artes Decorativas de París[17]

Expuesto en la Sociedad de Artistas Franceses en 1881. Encargado por el Ministerio de Instrucción Pública y Bellas Artes
- Retrato del abad B. .. - busto - salón de la Sociedad de Artistas Franceses en 1882[18]
- Retrato de ME Perrichon - busto - Salón de la Sociedad de Artistas Franceses en 1883[19]
- Retrato de MLH. - busto - salón de la Sociedad de Artistas Franceses en 1883[19]
- Retrato del señor ... Marie-Albert - busto - Salón de la Sociedad de Artistas Franceses en 1884[20]